# Der Mieter (1927)
Der Mieter (OT: The Lodger – A Story of the London Fog oder kurz: The Lodger) ist ein britischer Thriller von Alfred Hitchcock aus dem Jahr 1927. Er basiert auf dem Roman Jack the Ripper oder Der Untermieter (The Lodger) von Marie Adelaide Belloc Lowndes. Es handelt sich um den wahrscheinlich bekanntesten Stummfilm Hitchcocks.

## Handlung
Die Londoner Polizei findet eine Tote und bei ihr einen Zettel mit der in ein Dreieck geschriebenen Signatur „The Avenger“. Es ist bereits die siebte blonde Frau, die dem „Rächer“ zum Opfer gefallen ist. Zeugen beschreiben den Täter als einen großen, vermummten Mann. Schnell wird die Nachricht über die Presse verbreitet.
In ein Haus, in dem das ältere Ehepaar Bunting mit seiner Tochter Daisy wohnt, tritt ein geheimnisvoll wirkender Mann unter dem Vorwand, ein Zimmer mieten zu wollen, ein. Skeptisch inspiziert er das Zimmer und zieht ein. Die Bilder blonder Frauen im Zimmer entsetzen ihn, und er lässt sie von der Vermieterin entfernen. Daisy begegnet ihm zunächst mit Zurückhaltung, doch innerhalb weniger Tage macht er sich mehr und mehr bei ihr beliebt. Daisys Freund Joe, ein Polizist, wird unterdessen auf den Fall um den „Avenger“ angesetzt. Er hofft, den Serienmörder bei seiner nächsten Tat zu fassen. Der Mieter erfährt davon, auch von der Freundschaft der beiden.
In derselben Nacht, in der Daisy einen Bühnenauftritt hat, beobachtet die Mutter des Hauses, wie sich der Mieter heimlich nach draußen begibt. Dann wird wieder, diesmal ganz in der Nähe, eine Frau ermordet, wieder mit dem hinterlassenen Zettel des „Rächers“. Kurz darauf kehrt der Mieter in die Wohnung zurück, während die alte Frau gespannt lauscht. Am Tag darauf erzürnt sich Joe, als er, aufgeschreckt von ihrem lauten Schreien, zu Daisy geeilt ist und sie in Umarmung mit dem Mieter sieht. Daisy gibt an, sich nur vor einer Maus erschrocken zu haben. Die alte Frau teilt ihrem Mann ihre Vermutung mit, dass ihr Mieter möglicherweise der Mörder sei. Als sie dann erfahren, dass der Mieter Daisy ein Kleid gekauft hat, warnen sie ihn davor, sich Daisy weiter zu nähern. Der Mieter zeichnet auf einem Stadtplan Dreiecke ein, die Tatorte der Morde. Erneut geht er mit Daisy aus dem Haus, weshalb die Mutter in Panik verfällt.
Als die beiden auf einer Bank sitzen und sich küssen, werden sie von Joe, dem Polizisten, ertappt, doch sie erteilt ihm eine Abfuhr. Auf einmal vermutet auch Joe, dass eine Verbindung zwischen dem Mieter und den Morden besteht, er lässt dessen Zimmer durchsuchen. In seiner Tasche werden eine Pistole, der Stadtplan sowie eine Sammlung von Zeitungsartikeln über die Mordfälle gefunden. Doch der Mieter redet sich heraus, dass seine Schwester von dem „Avenger“ getötet worden sei. Er kann seiner Verhaftung entgehen, als wegen einer Ohnmacht von Daisys Mutter kurze Zeit Verwirrung herrscht.
Er trifft sich heimlich mit Daisy und beteuert, dass er seiner Mutter nach dem Tod seiner Schwester geschworen habe, den Mörder zu fassen. Sie gehen in eine Bar, verschwinden aber wieder, nachdem sie aufgrund ihres merkwürdigen Verhaltens (der Mieter versteckt seine Arme mit den Handschellen) den Argwohn der übrigen Gäste erweckt haben. Als kurz danach Joe auftaucht und mit dem Revier telefoniert, eilen die Menschen aus der Bar dem (vermeintlichen) Mörder hinterher. Doch kurz darauf erhält Joe die Nachricht, dass der Mieter doch unschuldig sei, da der echte „Avenger“ soeben auf frischer Tat gefasst wurde. In letzter Minute kann er ihn vor der aufgebrachten Meute in Sicherheit bringen, die drauf und dran war, ihn zu lynchen. Am Ende sind Daisy und der Mieter glücklich vereint.

## Hintergrund
The Lodger war Hitchcocks erster Thriller und der Film, den er selbst später als „ersten echten Hitchcockfilm“ bezeichnen sollte. Hitchcock wollte ursprünglich ein offenes Ende, das Schuld oder Unschuld des Mieters im Dunkeln lässt. Allerdings wollte die Produktionsgesellschaft nicht zulassen, dass ihr Star Ivor Novello eventuell als Mörder in Betracht käme. So musste das Drehbuch angepasst werden.
In Der Mieter deuten sich bereits viele in Hitchcocks späterem Werk wiederkehrende Motive und Charaktere an. Allen voran steht das Grundmotiv des unschuldig Verfolgten, das er im Laufe der Jahrzehnte bis hin zu Frenzy (1972) immer wieder variiert. Hinzu kommen die dominante Mutterrolle, die attraktive Blondine und der fehlbare, da aus persönlichen Motiven handelnde Polizist. Typische hitchcocksche Elemente und Symbole tauchen hier in zentraler Bedeutung auf: die Handschellen, mit denen der Polizist erst das Mädchen (aus Spaß) und dann den (vermeintlichen) Mörder fesselt; die Treppe in der Wohnung, die symbolisch die beiden Ebenen des Films, die bodenständige, reale Ebene der Familie und die unbekannte, mysteriöse Ebene des Mieters, verbindet; Kreuze, als Kruzifixe oder als Schattenspiel auf dem Gesicht des Mieters, als christliches Symbol von Schuld und Sühne.
Wie bereits in Irrgarten der Leidenschaft experimentierte Hitchcock mit für britische Verhältnisse ungewohnten Kameraeinstellungen und mit Licht- und Schattenspielen. Der Mieter ist stark von der Erzählweise der expressionistischen deutschen Filme der 20er Jahre beeinflusst, die Hitchcock 1925 in Berlin kennenlernte. Der Verleiher und Geldgeber C. M. Woolf, der schon Hitchcocks ersten Film dem britischen Publikum nicht zumuten wollte, lehnte auch den Mieter ab. Produzent Michael Balcon holte den jungen Drehbuchautor und Filmeditor Ivor Montagu zu Hilfe. Hitchcock setzte sich nach anfänglichem Widerwillen mit Montagu zusammen, und sie beschlossen kleinere Änderungen. Einzelne Szenen wurden neu gedreht und die Zahl der Zwischentitel auf ein Viertel reduziert. Hitchcock musste danach einräumen, dass der Film dadurch tatsächlich besser geworden war.

## Rezeption
Der Schwarzweißfilm wurde von Presse und Publikum enthusiastisch aufgenommen. Die Zeitschrift Bioscope schrieb im September 1926 nach einer Pressevorführung: „Es ist gut möglich, dass dies der beste britische Film ist, der je entstanden ist.“ Uraufführung war im Februar 1927. Hitchcock war nun ein Star, auch weil er es verstand, neben dem Film auch sich selbst zu vermarkten – für den britischen Markt damals völlig unüblich.

„Alfred Hitchcocks Thriller war 1999 erstmals in sorgfältig rekonstruierter und adäquat viragierter Fassung zu sehen. Dabei offenbart sich der Film in dieser Version als einer der bedeutendsten englischen Stummfilme überhaupt: In der Ökonomie der Bilderzählung geht Hitchcock weit über die deutschen Vorbilder, die er souverän adaptiert, hinaus und schafft einen äußerst intensiven Erzählfluss, der sich deutlich am amerikanischen Kino orientiert.“

## Weitere Verfilmungen des Stoffs
Der Roman wurde später mehrfach fürs Kino verfilmt, so entstand 1932 das Tonfilm-Remake The Lodger unter Regie von Maurice Elvey, erneut mit Ivor Novello in der Hauptrolle. Spätere Verfilmungen des Romans sind The Lodger (dt. Scotland Yard greift ein / Der Mädchenmörder, USA 1944, Regie: John Brahm, mit Laird Cregar als Mieter), Man in the Attic (Der unheimliche Untermieter, USA 1953, Regie: Hugo Fregonese, mit Jack Palance), und The Lodger (dt. The Lodger – Der Untermieter, Großbritannien 2009, u. a. mit Alfred Molina, Hope Davis und Simon Baker). Der Österreichische Rundfunk (ORF) produzierte 1967 eine Fernsehadaption des Stoffes mit Pinkas Braun in der Hauptrolle, Regie führte dabei Wolf Dietrich.